# Диализ
Диализ — очистка коллоидных растворов и субстанций высокомолекулярных веществ от растворённых в них низкомолекулярных соединений при помощи полупроницаемой мембраны. При диализе молекулы растворенного низкомолекулярного вещества проходят через мембрану, а неспособные диализировать (проходить через мембрану) коллоидные частицы остаются за ней. Простейший диализатор представляет собой мешочек из коллодия (полупроницаемого материала), в котором находится диализируемая жидкость. Мешочек погружают в растворитель (например, в воду). Постепенно концентрация диализирующего вещества в диализируемой жидкости и в растворителе становится одинаковой. Меняя растворитель, можно добиться практически полной очистки от нежелательных примесей. Скорость диализа обычно крайне низка (недели). Ускоряют процесс диализа увеличивая площадь мембраны и температуру, непрерывно меняя растворитель. Процесс диализа основан на процессах осмоса и диффузии, что объясняет способы его ускорения.
Диализ применяют для очистки коллоидных растворов от примесей электролитов и низкомолекулярных неэлектролитов. Диализ применяют в промышленности для очистки различных веществ, например в производстве искусственных волокон, при изготовлении лекарственных веществ.
Материал, прошедший через мембрану, называется диализат или пермеат, оставшийся материал — ретентат.
В качестве мембран для диализа применяют естественные перепонки (бычий или свиной пузырь, плавательный пузырь рыб) и искусственные пленки из нитроцеллюлозы, ацетилцеллюлозы, целлофана, купрофана, нефрофана и других материалов. Искусственные мембраны имеют преимущество перед естественными, так как их можно готовить с различной и хорошо воспроизводимой проницаемостью. При выборе материала для мембраны часто необходимо принимать во внимание заряд мембраны в том или ином растворителе, который возникает в результате диссоциации самого вещества мембраны или избирательной адсорбции на ней ионов, или неравномерного распределения ионов по обе стороны мембраны. Наличие заряда у мембраны иногда может служить причиной коагуляции при диализе коллоидных растворов, частицы которых несут заряд, противоположный по знаку заряду мембраны.
Существует большое разнообразие приборов для проведения диализа, называемых диализаторами. Все эти приборы построены по общему принципу: диализируемая жидкость («внутренняя жидкость») находится в сосуде, в котором она отделена от воды или другого растворителя («внешняя жидкость») мембраной, проницаемой для низкомолекулярных веществ и не проницаемой для коллоидных частиц и макромолекул. Скорость диализа возрастает с увеличением поверхности мембраны, с повышением температуры, при помешивании диализируемой жидкости и при увеличении разности концентраций низкомолекулярных веществ между внутренней и внешней жидкостями.